# Lotus AmiPro
Lotus AmiPro – procesor tekstu, zaprojektowany na początku lat 90. przez firmę Samna Corporation jako AmiPro, potem przejęty przez firmę Lotus Development Corporation. Obecnie, jako Word Pro, jest częścią pakietu biurowego Lotus SmartSuite.
Napisany dla 16-bitowych Windows 3.x, operujący czcionkami TrueType, ramkami tekstowymi i graficznymi, własnym edytorem grafiki wektorowej, umożliwiał bardzo zaawansowany skład tekstu, wyprzedzając o kilka lat rozwiązania przyjęte w MS Word. Umożliwiał tworzenie własnych ikon i przypisywania im makroprogramów, które były łatwe do tworzenia. Działa w Win 98 (z ograniczeniem – problemy z wydrukami w układzie landscape). Szczególne uznanie użytkowników zdobył w tworzeniu i formatowaniu tabel. Zaopatrzony w wiele filtrów importu i eksportu, słowniki do korekty tekstu i inne narzędzia.